# 311 Claudia
311 Claudia eller 1927 YA är en asteroid i huvudbältet, som upptäcktes den 11 juni 1891 av den franske astronomen Auguste Charlois. Det är okänt vad eller vem asteroiden senare fick namn efter.
Den tillhör asteroidgruppen Koronis.
Claudias senaste periheliepassage skedde den 8 juni 2018.[Uppdatering behövs] Dess rotationstid har beräknats till 7,53 timmar.